# Клока
Клока је насеље у Србији у општини Топола у Шумадијском округу. Према попису из 2022. има 771 становника (према попису из 2011. било је 957 становника). Стари назив насеља је Бујковац.

## Демографија
У насељу Клока живи 945 пунолетних становника, а просечна старост становништва износи 43,4 година (42,3 код мушкараца и 44,5 код жена). У насељу има 323 домаћинства, а просечан број чланова по домаћинству је 3,55.
Ово насеље је великим делом насељено Србима (према попису из 2002. године), а у последња три пописа, примећен је пад у броју становника.
|  |

| Демографија | Демографија | Демографија |
| Година      | Становника  | Становника  |
| ----------- | ----------- | ----------- |
| 1948.       | 1.656       |             |
| 1953.       | 1.708       |             |
| 1961.       | 1.658       |             |
| 1971.       | 1.584       |             |
| 1981.       | 1.459       |             |
| 1991.       | 1.366       | 1.299       |
| 2002.       | 1.146       | 1.188       |
| 2011.       | 957         |             |
| 2022.       | 771         |             |

| Етнички састав према попису из 2002.‍ | Етнички састав према попису из 2002.‍ | Етнички састав према попису из 2002.‍ | Етнички састав према попису из 2002.‍ | Етнички састав према попису из 2002.‍ |
| ------------------------------------ | ------------------------------------ | ------------------------------------ | ------------------------------------ | ------------------------------------ |
|                                      |                                      |                                      |                                      |                                      |
| Срби                                 | Срби                                 |                                      | 1.140                                | 99,47%                               |
| Роми                                 | Роми                                 |                                      | 5                                    | 0,43%                                |
| непознато                            | непознато                            |                                      | 0                                    | 0,0%                                 |

| Година пописа     | 1948. | 1953. | 1961. | 1971. | 1981. | 1991. | 2002. |
| ----------------- | ----- | ----- | ----- | ----- | ----- | ----- | ----- |
| Број домаћинстава | 381   | 380   | 380   | 355   | 348   | 333   | 323   |

| Број чланова      | 1  | 2  | 3  | 4  | 5  | 6  | 7  | 8 | 9 | 10 и више | Просек |
| ----------------- | -- | -- | -- | -- | -- | -- | -- | - | - | --------- | ------ |
| Број домаћинстава | 53 | 79 | 47 | 34 | 43 | 39 | 19 | 6 | 2 | 1         | 3,55   |

| Пол    | Укупно | Неожењен/Неудата | Ожењен/Удата | Удовац/Удовица | Разведен/Разведена | Непознато |
| ------ | ------ | ---------------- | ------------ | -------------- | ------------------ | --------- |
| Мушки  | 482    | 115              | 320          | 30             | 17                 | 0         |
| Женски | 508    | 77               | 316          | 99             | 15                 | 1         |
| УКУПНО | 990    | 192              | 636          | 129            | 32                 | 1         |

| Пол    | Укупно                    | Пољопривреда, лов и шумарство | Рибарство                            | Вађење руде и камена | Прерађивачка индустрија       |
| ------ | ------------------------- | ----------------------------- | ------------------------------------ | -------------------- | ----------------------------- |
| Мушки  | 332                       | 248                           | 0                                    | 0                    | 34                            |
| Женски | 194                       | 167                           | 0                                    | 0                    | 8                             |
| УКУПНО | 526                       | 415                           | 0                                    | 0                    | 42                            |
| Пол    | Производња и снабдевање   | Грађевинарство                | Трговина                             | Хотели и ресторани   | Саобраћај, складиштење и везе |
| Мушки  | 6                         | 4                             | 6                                    | 0                    | 16                            |
| Женски | 0                         | 0                             | 9                                    | 1                    | 0                             |
| УКУПНО | 6                         | 4                             | 15                                   | 1                    | 16                            |
| Пол    | Финансијско посредовање   | Некретнине                    | Државна управа и одбрана             | Образовање           | Здравствени и социјални рад   |
| Мушки  | 0                         | 0                             | 0                                    | 1                    | 4                             |
| Женски | 0                         | 1                             | 0                                    | 2                    | 2                             |
| УКУПНО | 0                         | 1                             | 0                                    | 3                    | 6                             |
| Пол    | Остале услужне активности | Приватна домаћинства          | Екстериторијалне организације и тела | Непознато            | Непознато                     |
| Мушки  | 3                         | 0                             | 0                                    | 10                   | 10                            |
| Женски | 1                         | 0                             | 0                                    | 3                    | 3                             |
| УКУПНО | 4                         | 0                             | 0                                    | 13                   | 13                            |